# Sainte-Hélène-de-Bagot
Sainte-Hélène-de-Bagot es un municipio de la provincia de Quebec, Canadá. Está ubicado en el condado regional de Les Maskoutains y a su vez, en la región administrativa de Montérégie. Hace parte de las circunscripciones electorales de Johnson a nivel provincial y de Saint-Hyacinthe−Bagot a nivel federal.

## Geografía
Sainte-Hélène-de-Bagot se encuentra ubicada en las coordenadas 45°44′00″N 72°44′00″O / 45.73333, -72.73333. Según Statistics Canada, tiene una superficie total de 73,42 km² y es una de las 1134 localidades en las que está dividido administrativamente el territorio de la provincia de Quebec.

## Demografía
Según el censo de 2011, había 1637 personas residiendo en este municipio con una densidad poblacional de 22,3 hab./km². Los datos del censo mostraron que de las 1446 personas censadas en 2006, en 2011 hubo un aumento poblacional de 191 habitantes (13,2%). El número total de inmuebles particulares resultó de 701 con una densidad de 9,55 inmuebles por km². El número total de viviendas particulares que se encontraban ocupadas por residentes habituales fue de 668.